# Technikum Geologiczne im. Stanisława Staszica w Kielcach
Technikum Geologiczne im. Stanisława Staszica w Kielcach – szkoła średnia założona w 1953 roku w Kielcach. Została zlikwidowana w wyniku reform przeprowadzonych w 2005.
Szkołę ukończyło ponad 2,2 tys. osób, specjalizujących się w geologii i wiertnictwie. Uczniowie technikum uczestniczyli w olimpiadach przedmiotowych i konkursach, m.in. w latach 1985–2000 sześć razy zajęli zespołowo pierwsze miejsce w Ogólnopolskim Konkursie Wiedzy Geologicznej.

## Historia
Technikum Geologiczne w Kielcach zostało powołane zarządzeniem Centralnego Urzędu Geologii w Warszawie z 28 lutego 1953 roku. W roku szkolnym 1953/1954 naukę rozpoczęło czterdzieści osób, które korzystały z budynku, pracowni i urządzeń Technikum Chemicznego. Utworzono również internat, który mieścił się w starym poklasztornym budynku w Chęcinach. Rozpoczęto także współpracę z Przedsiębiorstwem Wierceń Geologiczno-Poszukiwawczych w Białogonie, gdzie uczniowie odbywali zajęcia praktyczne. W 1954 roku utworzono klasę wiertniczą. Pięć lat później rozpoczęto budowę nowej siedziby szkoły przy ul. Ściegiennego 13, do której przeniesiono się na początku lat 60. 
W 1963 r. naukę w technikum rozpoczęło około 200 uczniów w 5 klasach pierwszych; nabór przeprowadzono z uczniów z różnych stron Polski.
W 1967 roku technikum otrzymało sztandar.
Na początku lat 70. uczniowie technikum uczestniczyli w odgruzowywaniu fundamentów Zamku Królewskiego w Warszawie, za co szkoła otrzymała w październiku 1971 roku druk z podziękowaniem Obywatelskiego Komitetu Odbudowy Zamku. Nadto młodzież pracowała w Kielcach przy zakładaniu zieleńców wzdłuż nowych ulic, sprzątaniu grobów żołnierskich, porządkowaniu parku miejskiego, oczyszczaniu ze śmieci rezerwatu Karczówka oraz wierceniu studni w pobliskich wsiach. W 1982 roku technikum przeniesiono do budynku Zespołu Szkół Zawodowych nr 2 przy ul. Marchlewskiego 4 (obecnie Al. Legionów). Rok później, z okazji 30-lecia szkoły, nadano jej imię związanego z Kielcami Stanisława Staszica.
W czerwcu 2002 Rada Miejska w Kielcach podjęła uchwałę w sprawie likwidacji technikum. Proces ten rozpoczęto we wrześniu tego roku, a zakończono w 2005 – w czerwcu naukę zakończyli ostatni absolwenci, wyprowadzono również sztandar z budynku szkoły do Muzeum Geologicznego przy kieleckim oddziale Państwowego Instytutu Geologicznego (ul. Zgoda).  Szkołę ukończyło w sumie 2230 absolwentów, specjalistów geologii i wiertnictwa. 
Nadal działa Stowarzyszenie Absolwentów Technikum Geologicznego w Kielcach, które prowadzi stronę internetową o losach absolwentów publikując kroniki, zdjęcia i pożegnania.

## Absolwenci
- Grzegorz Niedźwiedzki (2000)[6]
- Włodzimierz Stępień (1972)[7]